# Холичер, Артур
Артур Холичер (нем. Arthur Holitscher; 22 августа 1869, Пешт, Австро-Венгрия, — 14 октября 1941, Женева, Швейцария) — венгерский романист, эссеист, драматург и автор путевых заметок.

## Биография
Родился в еврейской семье. Отцом Холичера был крупный пештский торговец Эдуард Холичер (ок. 1839—1899), женатый на своей племяннице Гермине Альтштедтер (1849—1912). Мать не любила Артура, и с самого раннего детства он чувствовал её отчуждение. Артур, получивший домашнее образование у учителей-немцев, а религиозное образование у раввина, всегда относил себя не к венгерским, а скорее к австрийским или немецким евреям. После экзамена на аттестат зрелости он по желанию родителей стал банковским служащим и проработал на этом поприще шесть лет, в банках Будапешта, Фиуме и Вены.
С 1890 года Холичер начал писать короткие рассказы и новеллы в стиле немецкого натурализма и заинтересовался творчеством Герхарта Гауптмана, Арно Хольца и Иоганнеса Шлафа.
С 1895 года под влиянием своего личного и литературного знакомства с парижскими анархистами и чтения Кнута Гамсуна начал вести богемную жизнь в Париже, при этом чувствуя себя очень одиноким. Осенью того же года мюнхенский издатель Альберт Ланген выпустил первый роман Холичера Weiße Liebe. В 1896 году Холичер переехал в Мюнхен и стал редактором журнала Лангена «Симплициссимус». Томас Манн после общения с Холичером беспощадно высмеял его в новелле «Тристан» (1902), изобразив под именем Детлефа Шпинеля. С 1907 года Холичер поселился в Берлине и стал редактором в издательстве Bruno & Paul Cassirer, Kunst- und Verlagsanstalt.
Тогда же Холичер заключил долгосрочный договор с издателем Самуэлем Фишером. В 1912 году вышло самое известное произведение Холичера, ставшее для него прорывом: заметки о путешествии по США Amerika Heute und Morgen («Америка сегодня и завтра»). Впоследствии Франц Кафка позаимствовал оттуда некоторые детали для своего романа «Америка».
В 1918 году перевел на немецкий язык «Балладу Редингской тюрьмы» Оскара Уайльда.
После прихода нацистов к власти в числе книг, сожженных ими 10 мая 1933 года, оказались беллетристика Холичера и его книга Drei Monate in Sowjet-Russland. После этого Фишер объявил о расторжении договора с Холичером, и он бежал в Париж, а затем переехал в Женеву. С 1939 года, обнищавший и одинокий, он жил в приюте Армии спасения, где и умер 14 октября 1941 года в возрасте 72 лет. Надгробную речь на его похоронах произнес Роберт Музиль.

## Сочинения
- Leidende Menschen, 1893.
- Weiße Liebe, 1895.
- An die Schönheit, 1897.
- Der vergiftete Brunnen, 1900.
- Das sentimentale Abenteuer, 1901.
- Von der Wollust und dem Tode, 1902.
- Charles Baudelaire, 1904.
- Der Golem. Ghettolegende in drei Aufzügen, 1908.
- Leben mit Menschen, 1910.
- Worauf wartest du?, 1910.
- Amerika Heute und Morgen, 1912.
- Geschichten aus zwei Welten, 1914.
- In England − Ostpreußen − Südösterreich. Gesehenes und Gehörtes, 1915.
- Das amerikanische Gesicht, 1916.
- Bruder Wurm, 1918.
- Schlafwandler, 1919.
- Adela Bourkes Begegnung, 1920.
- Ideale an Wochentagen, 1920.
- Drei Monate in Sowjet-Russland, 1921.
- Gesang an Palästina, 1922.
- Stromab die Hungerwolga, 1922.
- Reise durch das jüdische Palästina, 1922.
- Ekstatische Geschichten, 1923.
- Frans Masereel (со Стефаном Цвейгом), 1923.
- Lebensgeschichte eines Rebellen. Meine Erinnerungen, 1924.
- Das Theater im revolutionären Russland, 1924.
- Der Narrenbaedeker. Aufzeichnungen aus Paris und London, 1925.
- Ravachol und die Pariser Anarchisten, 1925.
- Das unruhige Asien. Reise durch Indien − China − Japan, 1926.
- Mein Leben in dieser Zeit (1907—1925), 1928.
- Reisen, 1928.
- Es geschah in Moskau, 1929.
- Wiedersehn mit Amerika, 1930.
- Es geschieht in Berlin, 1931.
- Ein Mensch ganz frei, 1931.

### Издания на русском языке
- Голичер А. Наслаждение и смерть. — СПб.: Я. Чумаков, 1908. — 151 с.
- Холичер А. Бедекер наизнанку. Беглые заметки о Париже и Лондоне. — М.—Л.: Государственное издательство, 1926. — 104 с. — 4000 экз[4].
- Голичер А. Мятежный Китай. — М.—Л.: Государственное издательство, 1927.
- Голичер А. В стране Ганди и Тагора. Очерки современной Индии. — М.: Огонек, 1928.
- Путешествие Гулливера в Блеарию, 1933.
- Холичер А. Равашоль и парижские анархисты // Михаил Александрович Бакунин. Личность и творчество (к 190-летию со дня рождения). — Вып. III. — М.: Институт экономики РАН, 2005.